# Teresa Ribera Rodríguez
Teresa Ribera Rodríguez (Madrid, 19 de maig de 1969) és una jurista, professora universitària i política espanyola, actual ministra per a la Transició Ecològica del Govern d'Espanya.
Des de juny de 2014 és directora de l'Institut de Desenvolupament Sostenible i Relacions Internacionals amb seu a París. Entre 2008 i 2011 va assumir la Secretaria d'Estat de Canvi Climàtic al govern de José Luis Rodríguez Zapatero.

## Biografia
Llicenciada en Dret per la Universitat Complutense de Madrid i diplomada en Dret Constitucional i Ciència Política pel Centre d'Estudis Constitucionals. Pertany al Cos Superior d'Administradors Civils de l'Estat del que és funcionària excedent des de 2012 i ha estat professora associada del Departament de Dret Públic i Filosofia de Dret a la Universitat Autònoma de Madrid.
Ha exercit diversos càrrecs tècnics en l'administració pública, com el lloc de cap de servei de Coordinació Normativa del Ministeri de Foment i el de consellera tècnica en el Gabinet del Sotssecretari de Medi ambient i el de cap d'àrea de Compliment i Desenvolupament. Entre 2004 i 2008 va ser directora general de l'Oficina de Canvi Climàtic i entre 2008 i 2011 va assumir la Secretaria d'Estat de Canvi Climàtic (en el Ministeri d'Agricultura i Pesca, Alimentació i Medi ambient) durant el govern del president José Luis Rodríguez Zapatero.
Ribera és també membre de diferents consells assessoris entre els quals destaquen el consell de Lideratge Global de la United Nations Sustainable Development Solutions Network (UNSDSN), el consell assessor global en canvi climàtic del Fòrum Econòmic Mundial, i el de la iniciativa Momentum For Change de la Convenció Marc sobre el Canvi Climàtic (UNFCCC); pertany al consell internacional del BC3, al consell assessor de l'Institut pour la Recherche du Développement (IRD) i als patronats de Fundipax i la Fundació Alternatives.
Al setembre de 2013 va començar a col·laborar amb l'Institut de Desenvolupament Sostenible i Relacions Internacionals (IDDRI), que te la seva seu a París, i al juny de 2014 va assumir la seva direcció. L'organització està dedicada a l'anàlisi de qüestions estratègiques relacionades amb el desenvolupament sostenible, canvi climàtic, protecció de la biodiversitat, seguretat alimentària i gestió del procés d'urbanització.
Al maig de 2014 la fiscalia va denunciar el projecte Castor per prevaricació ambiental i una de les acusacions va ser dirigida contra Teresa Ribera atès que el 2009, moment de ser aprovat el projecte pel Govern, ocupava la secretaria general de Canvi Climàtic, sent ella qui va signar la Declaració d'Impacte Ambiental per la qual es va autoritzar el projecte. El 2015 van ser imputades 18 persones tècniques entre les quals no hi havia cap càrrec polític i sí hi apareixien els tècnics de l'Institut Geològic i Miner d'Espanya (IGME) i responsables de la Direcció general de Qualitat i Avaluació Ambiental. La exsecretaria d'Estat Teresa Ribera no va ser citada.
El 2015 es va incorporar a l'equip d'experts de Pedro Sánchez per elaborar el programa electoral del PSOE.

### Ministra d'Educació
El juny de 2018 es va anunciar que seria la ministra de Transició Energètica i Medi ambient del govern de Pedro Sánchez. Va repetir al càrrec al govern format després de les eleccions generals de 2023. L'abril de 2024 el PSOE la va proposar com a candidata a les eleccions europees, en les què el partit va aconseguir 20 escons, un menys que en 2019.

### Vicepresidenta de la Comissió Europea i comissària de la Competència
El Parlament Europeu va aprovar el 27 de novembre de 2024 la Comissió Europea d'Ursula von der Leyen per 370 vots a favor, 282 en contra i 36 abstencions, amb un nou gabinet més dretà que l'anterior donat de l'increment de governs conservadors i l'ascens dels partits ultraconservadors en les eleccions al Parlament Europeu de 2024. Ribera es va convertir en Vicepresidenta de la Comissió Europea i comissària de la Competència, i el seu càrrec al ministeri d'Educació del govern espanyol el va ocupar Sara Aagesen Muñoz.